# Nesiocoelotes
Genre
Nesiocoelotes est un genre d'araignées aranéomorphes de la famille des Agelenidae.

## Distribution
Les espèces de ce genre sont endémiques du Japon.

## Liste des espèces
Selon World Spider Catalog (version 23.5, 21/01/2023) :
- Nesiocoelotes gotoensis (Okumura, 2007)
- Nesiocoelotes insulanus (Shimojana, 2000)
- Nesiocoelotes koshikiensis (Okumura, 2013)
- Nesiocoelotes nasensis (Shimojana, 2000)
- Nesiocoelotes osamui (Nishikawa, 2009)

## Systématique et taxinomie
Ce genre a été décrit par Okumura et Zhao, 2022 dans les Agelenidae.

## Publication originale
- Okumura & Zhao, 2022 : « Taxonomic revision of six species of the subfamily Coelotinae (Araneae: Agelenidae) from Japan accompanied with the description of Nesiocoelotes gen. n. » Acta Arachnologica, vol. 72, no 2, p. 93-103 (texte intégral).